# Chris Taylor (beisbolista)
Christopher Armand Taylor (Virginia Beach, Virginia, 29 de agosto de 1990), más conocido como Chris Taylor, es un jugador profesional estadounidense de béisbol que se desempeña en la posición de jardinero izquierdo en Los Angeles Angels, equipo de las Grandes Ligas de Béisbol (MLB).

## Carrera
Fue seleccionado en la quinta ronda en el Draft de la MLB de 2012. En 2014 hizo su debut profesional con el equipo Seattle Mariners, en el cual jugó tres temporadas (2014-2016), después pasó a Los Angeles Dodgers, donde jugó diez temporadas, en 2025 se unió a Los Angeles Angels.